# Neochlamisus bimaculatus
Neochlamisus bimaculatus är en skalbaggsart som beskrevs av Karren 1972. Neochlamisus bimaculatus ingår i släktet Neochlamisus och familjen bladbaggar. Inga underarter finns listade i Catalogue of Life.